# ダンデライオン〜遅咲きのたんぽぽ
- 原田知世 > ダンデライオン〜遅咲きのたんぽぽ
- 松任谷由実 > ダンデライオン〜遅咲きのたんぽぽ

「ダンデライオン〜遅咲きのたんぽぽ」（ダンデライオン おそざきのたんぽぽ）は、松任谷由実が作詞・作曲した楽曲。原田知世への提供曲で、原田の主演ミュージカル『マクドナルドミュージカル あしながおじさん』の主題歌として作られた。シングルは1983年7月に原田、同年8月に松任谷自身が歌ったものが相次ぎリリースされた。

## 原田知世のシングル
1983年7月25日に、原田知世の4枚目のシングルとしてリリースされた。

### 概要
ミュージカルのプロデューサーだった橋爪貴志子に相談された角川春樹が、松任谷由実に依頼して制作された。そのため、メジャーレコード会社からではなく角川レコードから発売され、ミュージカルの公演劇場にて販売されたほか、東映ビデオの協力で全国のレコード店・ビデオソフト販売店でも販売を行われた。その他にも、新星堂でも予約販売された。ミュージカル『あしながおじさん』のパンフレット&原田知世の写真集とセットで、定価1000円で販売。角川映画の『時をかける少女』の上映館でも、ミュージカル『あしながおじさん』のパンフレットとセットで、定価1000円で販売された。
角川レコードが版権を保有する楽曲を自社からレコード発売するのはこれが初の試みで、ミュージカルの音楽担当が角川レコード、主演女優の所属が角川春樹事務所（当時）であったことからテストケースとして行われたもの。レコード盤がクリア（透明）レコード仕様となっている。
初回プレス枚数は12万枚。

### チャート成績
オリコンチャートには原田知世版「ダンデライオン」の記録は掲載されていない。

### 収録曲
- Side A　ダンデライオン

作詞・作曲：松任谷由実、編曲：松任谷正隆
- シングルでのタイトルは単に「ダンデライオン」であるが、アルバム『バースデイ・アルバム』に収録された際は「ダンデライオン〜遅咲きのたんぽぽ」となっている。ジャケットの記載ではA面に ″ステージサイド″ とタイトルが付けられている。

- Side B　守ってあげたい

作詞・作曲：松任谷由実、編曲：松任谷正隆
- ジャケットの記載ではB面に ″メモリアルサイド″ とタイトルが付けられている。

## 松任谷由実のシングル
松任谷由実の19枚目のシングルとして、1983年8月25日に東芝EMIからリリースされた。1989年6月28日にCDシングルとして再リリースされている。15枚目のオリジナルアルバム『VOYAGER』にはalbum mixを収録している。また、2018年にリリースされた配信もalbum mixである。

### 解説
ジャケットはハードジャケットで初回盤にはステッカーが封入されていた。電話で新曲が聴けるテレフォンジョッキーが行われた。
「時をかける少女」も原田への提供曲で、同年に公開された原田主演の映画『時をかける少女』の主題歌として作られた。
累計販売数は17万枚。

### チャート成績
オリコンチャートの登場週数は15週、チャート最高順位は週間9位、累計17.1万枚のセールスを記録した。

### 収録曲
- Side A　ダンデライオン〜遅咲きのたんぽぽ (single mix) -Dandelion - The Late Blooming Dandelion-[8]
- Side B　時をかける少女 (single mix) -The Girl Is a Time Traveler-
作詞・作曲：松任谷由実、編曲：松任谷正隆

### 参加ミュージシャン
- ドラム：林立夫
- ベース：高水健司
- エレクトリック・ギター：松原正樹、鈴木茂（#A）
- アコースティック・ギター：吉川忠英
- キーボード：松任谷正隆
- シンセサイザー・プログラミング：浦田恵司
- パーカッション：斎藤ノブ
- ストリングス：日色ストリングス
- ハープ：山川恵子（#A）
- サクソフォーン：Jake H. Conception（#B）
- コーラス：BUZZ、伊集加代子（#A）、和田夏代子（#A）、鈴木宏子（#A）、松任谷由実（#B）

## カバー
- ダンデライオン〜遅咲きのたんぽぽ
  - ジェニー・ツェン - 1984年、広東語版「你的遲來」、アルバム『迷人的五月』に収録
  - A.S.A.P - 1991年、アルバム『Refrain』に収録
  - 安達祐実 - 1994年、アルバム『Love Peace』に収録
  - 堀ちえみ - 2005年、カバーアルバム『80's IDOL SONGS COLLECTION』に収録
  - ジェイク・シマブクロ - 2007年、トリビュートアルバム『UNDER THE BLUE MOON 〜YUMING INTERNATIONAL COVER ALBUM〜』に収録
  - bice - 2008年、オムニバス・アルバム『Pure Voice〜J-COVER〜』に収録
  - 徳永英明 - 2015年、カバーアルバム『VOCALIST 6』に収録
  - 奥井雅美 - 2018年、アルバム『HAPPY END』に収録[9]
  - 広瀬愛菜 - 2020年、1stフルアルバム『17』に収録
  - 上白石萌音 -2021年、カバーアルバム『あの歌-2-』に収録
  - JUJU - 2022年、カバーアルバム『ユーミンをめぐる物語』に収録

## その他
- オルゴールサウンドは、さくら銀行（現：三井住友銀行）のコールセンター（テレホンダイレクト）でコミュニケーター応対時の電話保留音に、2001年5月2日まで使われていた。